# Vinnie Paul
Vinnie Paul, właśc.Vincent Paul Abbott (ur. 11 marca 1964 w Abilene, zm. 22 czerwca 2018 w Las Vegas) – amerykański perkusista. Abbott zasłynął z gry w zespole Pantera w latach 1983–2003. Ostatni zespół w którym grali razem z bratem (Dimebag) nosił nazwę Damageplan. Zespół rozpadł się 8 grudnia 2004 roku z powodu śmierci Dimebaga. W 2006 roku Vinnie Paul zaangażował się w projekt Hellyeah wraz z Jerrym Montano z Danzig i muzykami Mudvayne.

## Nagrody i wyróżnienia
| Rok  | Kategoria                   | Tytułem             | Nagroda                            | Nota      | Źródło |
| ---- | --------------------------- | ------------------- | ---------------------------------- | --------- | ------ |
| 2009 | Most Awesomely Good Drummer | Vincent Paul Abbott | Revolver Golden Gods Awards        | Laur      | [ 5 ]  |
| 2012 | Best Drummer                | Vincent Paul Abbott | Metal Hammer Golden Gods Awards    | Laur      | [ 6 ]  |
| 2016 | Best Drummer                | Vincent Paul Abbott | The Epiphone Revolver Music Awards | Nominacja | [ 7 ]  |

## Filmografia
| Tytuł                            | Rok  | Rola                | Uwagi                                                 | Źródło |
| -------------------------------- | ---- | ------------------- | ----------------------------------------------------- | ------ |
| "Rush: Beyond the Lighted Stage" | 2010 | Vincent Paul Abbott | film dokumentalny, reżyseria: Sam Dunn, Scot McFadyen | [ 8 ]  |